# Napoleonov pohod na Rusijo
Napoleonov pohod na Rusijo, največji spopad med Napoleonovo in rusko vojsko (24. junij - 14. december 1812).
Napoleonova vojska je 24. junija 1812 prekoračila rusko mejo na reki Nemen. Rusi so se pred veliko močnejšo vojsko hitro umikali. Prvič so sprejeli bitko v Smolensku, kjer so Francoze zaustavili za 3 dni. Potem so umikanje nadaljevali. Pri Borodinu je prišlo do največje in zelo krvave bitke. Po njej je ruski general knez Kutuzov ocenil, da ne sme tvegati še ene bitke, če naj ohrani svojo vojsko. Brez boja je prepustil Moskvo Francozom in se utrdil južno od mesta. Kmalu je začela Moskva goreti. Gorela je 7 dni. Napoleon je pozival k mirovnemu sporazumu, a od carja Aleksandra I. ni dobil odziva. V požgani Moskvi ni mogel prezimiti, pa tudi novi evropski problemi so ga klicali domov. 19. oktobra je ukazal umik. Na povratku skozi mraz in sneg je lokalno prebivalstvo neusmiljeno uničevalo francosko vojsko. Zadnji francoski vojaki so si umaknili iz Rusije 14. decembra.

## Uvod
Francoski cesar Napoleon I. je do leta 1806 zavzel že vse države osrednje Evrope vključno Avstrijo in Prusijo. Junija 1807 je v bitki pri Friedlandu zdesetkal rusko vojsko, na kar je prišlo do znamenitega srečanja dveh cesarjev; na splavu sredi reke Nemen sta se pri Tilsitu (danes Sovjetsk) srečala Napoleon in ruski car Aleksander I. Car je pristal na vse Napoleonove zahteve. Na interese svojih zaveznikov se nista ozirala. Evropo sta razdelila v dve interesni coni: Napoleon si je namenil zahodno in osrednjo Evropo, Aleksandru pa je prepustil vzhod. Leto dni kasneje, ob njunem drugem srečanju v Erfurtu, je Napoleon dal Aleksandru proste roke za posege na Švedskem (kjer je potem Aleksander leta 1809 zavzel Finsko) in v Turčiji (kjer je že od leta 1806 potekala rusko-turška vojna).
Razmere pa so se zapletale. Napoleonu so se upirali Španci, leta 1809 so se uprli še Avstrijci in Napoleon jih je ponovno premagal pri Wagramu. Aleksandru je očital, da mu v boju proti Avstrijcem ni pomagal, čeprav ga je k temu zavezovala pogodba iz Tilsita; očital mu je tudi, da ne spoštuje celinske zapore. Na drugi strani Aleksandru ni bilo všeč Napoleonovo poseganje v upravo in vojsko Vojvodine Varšave, ki je bilo namenjeno krepitvi francoskega vpliva. Ko je Napoleon priključil Franciji še baltske nemške dežele in med njimi Oldenburg, vojvodino moža Aleksandrove sestre Katarine Pavlovne, je že vse kazalo na ponovno francosko-rusko vojno.
Obe strani sta se začeli oboroževati. Napoleon je prisilil svoje podrejene zaveznike, da so prispevali čete in je do pomladi 1812 zbral vojsko, večjo od 600.000 mož. Na drugi strani je Aleksander mobiliziral več kot 200.000 vojakov.

## Pohod na Moskvo
24. junija 1812 je francoska vojska prekoračila rusko mejo na reki Nemen. Proti pričakovanju ni naletela na nikakršen odpor. 28. junija je zavzela Vilno in se tam zadržala 18 dni.
Ruska vojska je bila razdeljena na tri armade. Severno, ki se je nahajala ob reki Nemen, je vodil general knez de Tolly, po narodnosti Škot. Sestavljalo jo je okoli 120.000 mož; tam je bil tudi car Aleksander. Drugo armado, 45.000 mož, ki se je nahajala južneje, med rekama Nemen in Pripjat, je vodil knez Bagration. Tretjo armado, 35.000 mož, ki se je nahajala še južneje, za reko Styr, je vodil general grof Tormasov.
Napoleonova vojska je bila številčno močnejša od ruske; sestavljalo jo je 356.000 Francozov in 322.000 zaveznikov iz Italije, Renske zveze, Vojvodine Varšave, Prusije, Avstrije i.t.n. Zavezniki so se večinoma slabo bojevali. Avstrijski poveljnik knez Schwarzenberg je prizanašal svojim vojakom in se izogibal bojevanju, tako da je tretja ruska armada, ki je branila položaje nasproti njim, prišla do veljave šele ob umikanju Francozov, ko je neusmiljeno uničevala Napoleonovo vojsko. Podobno kot Avstrijci so se vedli Prusi, ki bi morali zavzeti Rigo in nadaljevati prodor proti Petrogradu, a so se utrdili na Zahodni Dvini in tam obstali. Od Napoleonovih zaveznikov so se srčno borili le Poljaki.
Pred francoskim napadom so v Petrogradu potekale razprave, kakšno obrambno strategijo je treba uporabiti. Carjev brat Konstantin in večina ministrov so takoj zahtevali odločilno bitko, kakršno si je želel tudi Napoleon. A razmerje moči in dogodki so hitro dali prav glavnemu poveljniku knezu de Tollyju, ki je menil, da je potrebno Francoze pred spopadom potegniti globlje v Rusijo in s tem njihovo vojsko raztegniti, jo utruditi in ji otežiti oskrbo. In prav to se je potem zgodilo.
Napoleon je naredil verjetno največjo napako, ko se je v Vilni zadrževal 18 dni in dal zlasti generalu Bagrationu možnost, da se je umaknil proti Dnepru. Napoleonova vojska je Rusom hitro sledila, njen pratež pa je po slabih in prašnih cestah ni mogel dohajati in vojska je kmalu ostala brez oskrbe. Oskrbovala se je z neusmiljenim ropanjem prebivalstva, kar se ji je hudo maščevalo kasneje, ob umikanju iz Rusije.
Ruski poveljniki so sredi julija, v Polocku, uspel prepričati carja, da je zapustil generalštab in se umaknil najprej v Moskvo in kasneje v Petrograd. Moskva je carja navdušeno sprejela. Prijavljali so se novi in novi prostovoljci, toda primanjkovalo je orožja.
Prihajalo je tudi do manjših spopadov, a ruska vojska se je v glavnem stalno umikala. Za večino Rusov je bilo takšno umikanje sramotno. Med poveljnikoma de Tollyjem in Bagrationom je prišlo do spora, prvi se je želel umikati še naprej, drugi je zahteval spopad. De Tolly je bil v težkem položaju, ker kot Škot med Rusi ni bil priljubljen in mu niso zaupali. Bagration je imel vse več pristašev in de Tolly je popustil in v Smolensku sprejel spopad. Francozi so dva dni obstreljevali mestno obzidje, v noči na tretji dan pa je de Tolly ukazal minirati skladišča streliva in se je z vojsko umaknil. Pravilno je ocenil, da pred močnejšimi Francozi (200.000 : 110.000) mesta ne bi mogel obraniti in je raje obvaroval vojsko. Francozi so zavzeli pogorišče. Od Smolenska naprej je ruska vojska puščala za seboj sama pogorišča, požgana polja in hiše.
Po padcu Smolenska je na dvoru v Petrogradu zavladala panika. Vse večji je bil pritisk na carja, naj de Tollyju odvzame glavno poveljstvo. Aleksander je 28. avgusta pritiskom popustil; obe vojski je združil pod poveljstvom sedeminšestdesetletnega generala kneza Kutuzova.
V vojski je zavladalo upanje, vsi so pričakovali bitko. Toda Kutuzov je ukazal umik v smeri Moskve, kjer je pričakoval ojačitve. Napoleon je Aleksandru poslal poziv k miru, a ni dobil odgovora.
Začetkom septembra je Napoleonova vojska tesno sledila ruski. Začeli so se spopadi, ki so nazadnje pripeljali do bitke. Napoleon je opazil spremembo pri Rusih, ki se niso več puščali ujeti, ampak so se borili do konca.
7. septembra je prišlo do borodinske bitke. Kutuzov je nerad sprejel bitko; moral jo je sprejeti zaradi pritiska dvora in ruskega javnega mnenja; če bi prepustil Moskvo sovražniku brez boja, bi bil v očeh naroda izdajalec. Prihajalo je vse več novih ojačitev, tako da so bile sile pred bitko precej izenačene. Obe strani sta se bojevali na življenje in smrt. Ujetnikov ni bilo. Ob koncu se ni vedelo, kdo je zmagovalec. Padlo je 60.000 Rusov, polovica tistih, ki so sodelovali v bitki, med njimi tudi general Bagration, nekateri deli vojske so sploh nehali obstajati. Padlo je 50.000 Francozov, med njimi 47 generalov.
Napoleon je naslednji dan poskušal z gardo, ki je v bitki ni uporabil, obiti levo krilo ruske vojske. Za rusko vojsko je postal položaj pri Borodinu nevzdržen in Kutuzov se je odločil, da se umakne in preda Moskvo brez boja. Odločitev je bila težka, ker so ji vsi nasprotovali, a za Kutuzova je bila vojska pomembnejša od Moskve.
Napoleonova vojska je vkorakala v Moskvo 14. septembra, ko so se ruska vojska in prebivalci še umikali. Napoleon je bil presenečen, da ga ni sprejela mestna delegacija in mu predala mestne ključe, kot je bilo to v navadi. Tedaj šele je spoznal, da je Moskva prazna. Kmalu je začela goreti. Požige je v naprej (čeprav ni verjel, da bodo v resnici potrebni) organiziral Fjodor Vasiljevič Rostopčin, moskovski gubernator.
Napoleon se je v Moskvi zadržal 34 dni. Aleksandru in Kutuzovu je pošiljal ponudbe za mirovne pogovore, a ni dobil odgovora. Kutuzov se je med tem pripravljal na odločilni obračun. Utrdil se je pod Tarutinom, južno od Moskve; prihajale so nove ojačitve.
13. oktobra je začelo snežiti. Ker se je zdela usoda Napoleona v Rusiji nejasna, so se njegovi nasprotniki v Evropi začeli pripravljati na upor. Nujno se je moral vrniti v Pariz.

## Umik Napoleonove vojske
18. oktobra je Kutuzov pri Tarturinu nenadoma napadel vojsko 22.000 francoskih vojakov, ki so pod poveljstvom maršala Murata že nekaj časa držali položaje nasproti Kutuzovim. Murat se je urejeno umaknil, izgubil pa je 3.000 mož. To je bila prva ruska zmaga in je pomenila preobrat.
19. oktobra se je začela francoska vojska umikati iz Moskve. Pritisnil je mraz. 8. novembra je začel snežni metež, temperature so se ponoči spustile na -30 stopinj; razmere, kakršnih francoski vojaki še niso doživeli, so bile za Ruse nekaj običajnega.
Aleksander je pod vplivom Evrope in zlasti angleških diplomatov od Kutuzova zahteval novo bitko, v kateri bi Napoleona dokončno uničili. Enako so želeli tudi mnogi oficirji v Kutuzovem glavnem štabu. A Kutuzov, ki je menil, da je važno le to, da Francozi zapustijo Rusijo, je neomajno izpolnjeval svoj načrt. Vedel je, da mu ni treba drugega, kot slediti Francozom.
24. oktobra pa je vendarle prišlo do bojevanja pri Malojeroslavcu, na poti proti Kalugi. Mesto je večkrat prešlo iz rok v roke, potem pa se je Kutuzov umaknil glavnemu spopadu in z novim položajem svoje vojske Francozom zaprl pot proti Kalugi. Tedaj se je Napolen prvič izognil bitki in zavil na sever proti Borovsku in Možajsku, od koder je moral svojo vojsko voditi po isti poti, po kateri je pred dvema mesecema prišel. Kmetje so lovili zaostale Francoze, jih zverinsko mučili in ubijali. Francozi jim niso ostajali dolžni. Kmete so zapirali v cerkve in jih zažigali. Šlo je za načrtno uničevanje. Glavno vlogo so imeli pri tem "partizani", lokalni odredi, ki so se želeli maščevati Francozom za ropanje ob prihodu.
V Smolensku Napoleonova vojska ni dobila pričakovane oskrbe, nekoliko pa se je le odpočila. Napolen je dobil iz Pariza obvestilo o zaroti in se 14. novembra odpravil naprej. Tri dni za njim je nadaljeval umik tudi ostanek njegove vojske. Mnogi Napoleonovi vojaki so umrli 28. novembra pri prehodu reke Berezine, kjer je 140.000 Rusov pred seboj potiskalo 40.000 nasprotnikov.
V Vilni je zaostalo po hišah vse polno ranjenih vojakov, ki so jih kozaki in domače prebivalstvo vse pobili. Po nekaterih podatkih je bilo sežganih 30.000 trupel.
14. decembra 1812 je maršal Murat z zadnjimi vojaki prekoračil Nemen. Napoleonova vojska je v Rusiji utrpela izgubo 330.000 ujetih ali ubitih vojakov.
Na padec Napoleona pa je bilo treba počakati še do marca 1814.